# 巴勒斯陨击坑
巴勒斯陨击坑（Burroughs）是火星南海区的一座撞击坑，中心坐标位于南纬72.5度、西经243.1度，直径104公里（64.6英里），其名称取自美国科幻小说家埃德加·赖斯·巴勒斯（1875年-1950年），1973年，被国际天文联合会批准采用。埃德加·赖斯·巴勒斯曾创作了以火星为背景的《巴森系列》奇幻小说。
巴勒斯陨石坑的冰层沉积物包含了表明近期火星气候受到行星轨道和自转轴向倾斜变化影响的有力证据 。